# Freitagspredigt

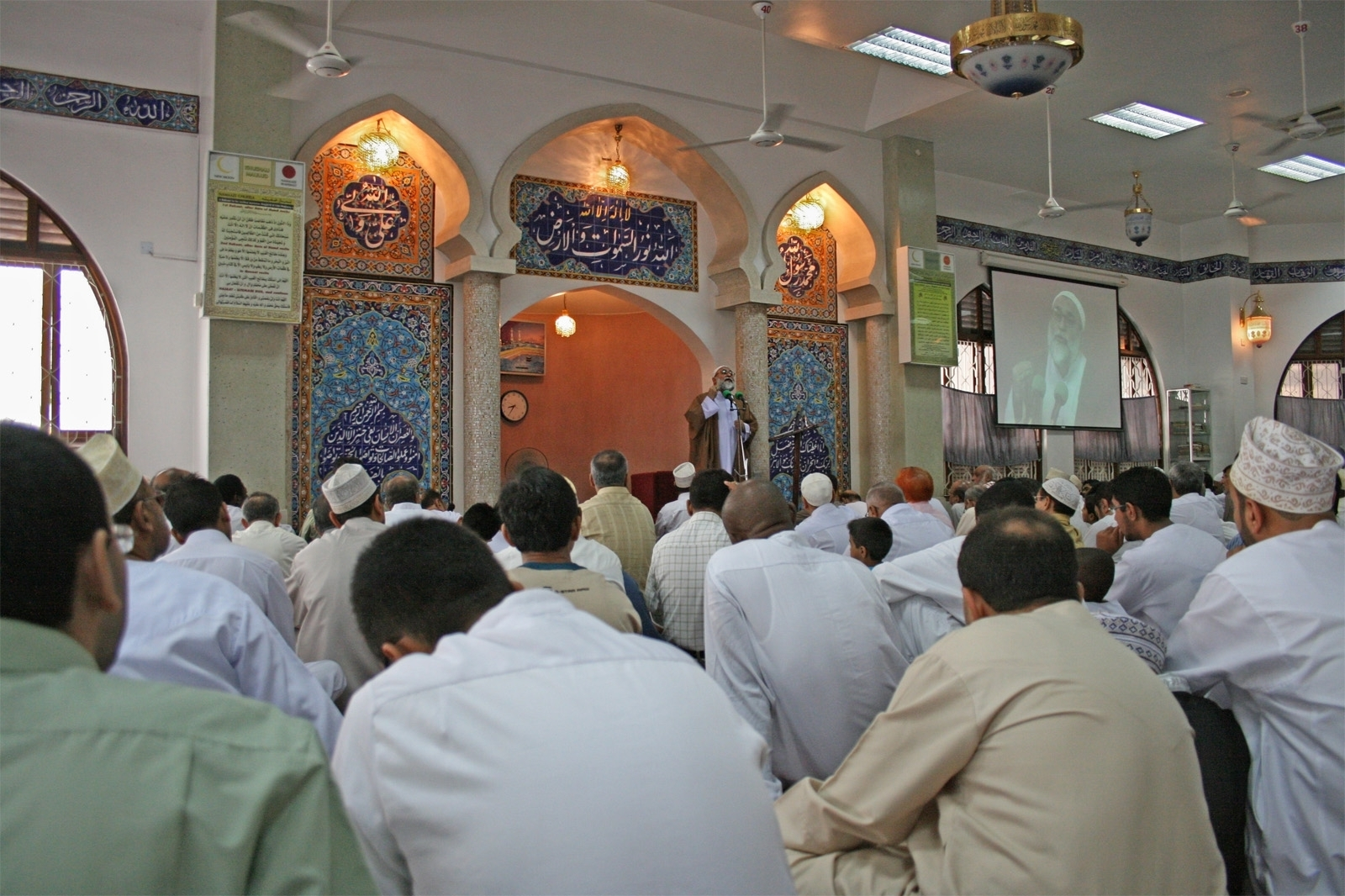
Versammlung von Gläubigen beim Hören einer Freitagspredigt in Daressalam

Die Freitagspredigt oder eigentlich Freitagsansprache (arabisch خطبة الجمعة Chutbat al-dschumʿa, DMG ḫuṭbat al-ǧumʿa) ist eine formale Ansprache, die im Islam vor dem Freitagsgebet in der Moschee nach bestimmten Regeln gehalten wird. Sie stellt eine Form der Chutba dar. Derjenige, der diese Ansprache hält, wird als Chatīb bezeichnet, ist aber in den meisten Fällen mit dem Imam identisch. Er steht während seiner Ansprache üblicherweise auf einem Minbar oder einem erhöhten Platz. Die Ansprache besteht aus zwei Teilen, wobei sich der Chatīb in der Pause zwischen ihnen setzen muss. Die Ansprache hat vor allem liturgischen Charakter und ist mit bekannten Gebetsformeln, Koranversen und Hadithen durchsetzt, enthält aber auch Predigtelemente, die ab dem 20. Jahrhundert stärker entwickelt wurden. Bis ins frühe 20. Jahrhundert wurde die Ansprache stets in klassischem Arabisch gehalten, allerdings wird sie heute auch in verschiedenen Landessprachen wie Persisch, Türkisch oder Englisch mit eingestreutem klassischen Arabisch gehalten. Um sicherzustellen, dass Freitagspredigten keine politische Inhalte haben, die im Gegensatz zur staatlichen Ordnung stehen, geben einige Staaten des Nahen Ostens die Texte dieser Predigten zentral vor.

## Geschichte
Nach at-Tabarī hielt schon Mohammed kurz nach seiner Ankunft in Medina seine erste Freitagsansprache. Hierbei soll er religiöse Themen mit politischen und militärischen Fragen vermischt haben. Carl Heinrich Becker vermutet allerdings, dass sich die freitägliche Chutba als reglementierter Ritus erst in der Umaiyadenzeit entwickelte. Der kufische Fiqh-Gelehrte asch-Schaʿbī (gest. zw. 721 u. 729) soll gesagt haben: „Am Freitag soll eine Chutba gehalten werden, ob kurz oder lang.“ Und der mekkanische Gelehrte ʿAtā' ibn Abī Rabāh (gest. ca. 732) wird mit der Aussage zitiert: „Die Chutba ist am Freitag vor dem Gebet.“
Der genaue Ablauf der Freitagspredigt wird erstmals im 10. Jahrhundert in dem Werk Daʿāʾim al-islām von al-Qādī an-Nuʿmān beschrieben. Er zitiert ʿAlī ibn Abī Tālib mit der Aussage: „Man beginnt am Freitag mit den beiden Chutbas vor dem Gebet. Wenn der Imam den Minbar bestiegen hat, setzt er sich. Die Muezzine verrichten vor ihm den Adhān. Und wenn sie damit fertig sind, steht er auf, hält die Ansprache und predigt. Dann setzt er sich kurz hin. Dann steht er auf und hält eine zweite Chutba, in der er ein Bittgebet spricht. Dann vollziehen die Muezzine die Iqāma. Er steigt herunter, hält das Freitagsgebet mit zwei Rakʿas, bei denen er den Koran laut rezitiert.“

## Stellung im Freitagsgottesdienst

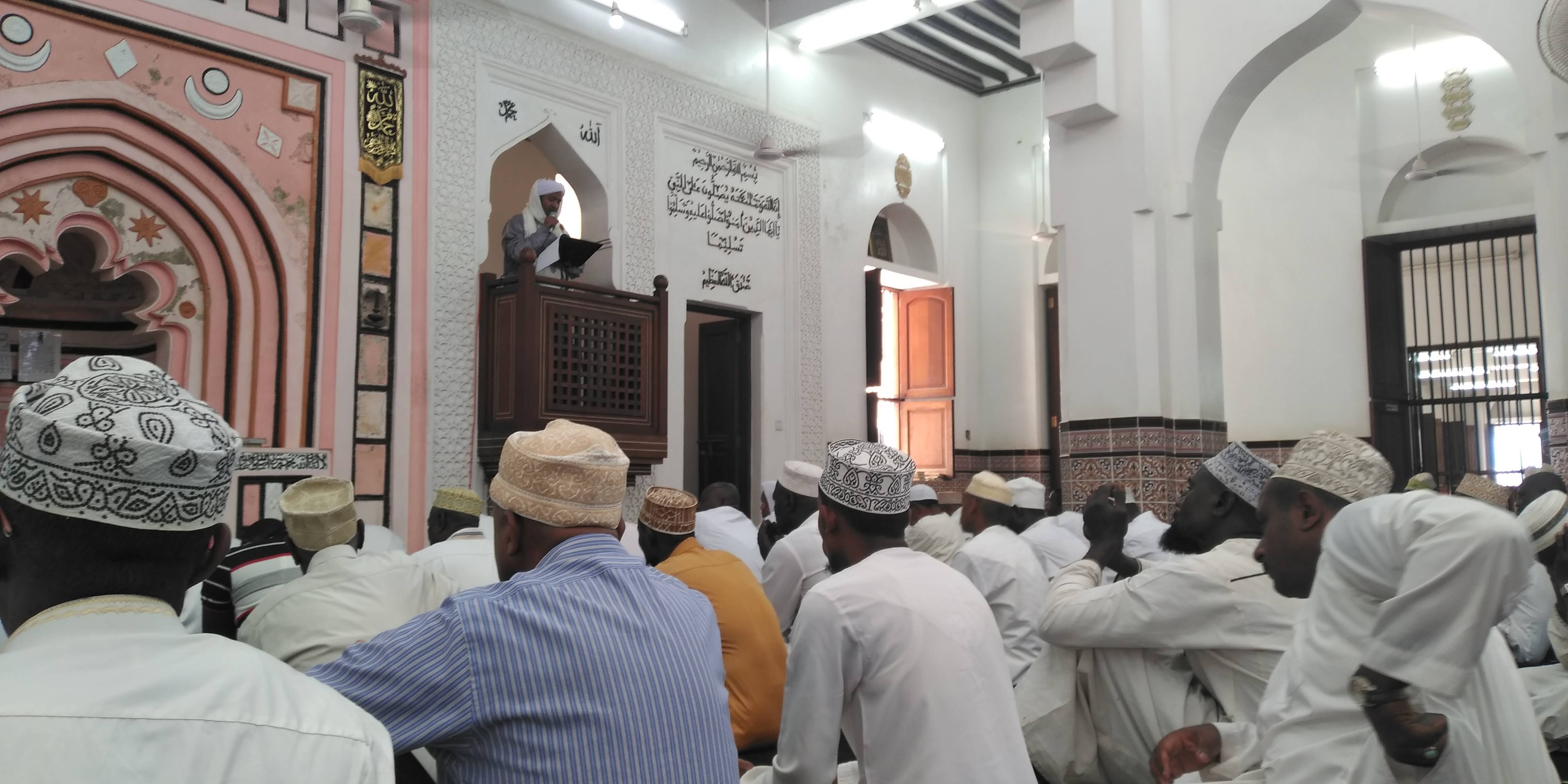
Freitagspredigt in Lamu, Kenia

Die Stellung der Chutba im Freitagsgottesdienst (ǧumʿa) wird von den verschiedenen Rechtsschulen unterschiedlich eingeordnet. Al-Hasan al-Basrī (gest. 728) hielt die Chutba nicht für obligatorisch, mit dem Argument, dass der Freitagsgottesdienst bei demjenigen, der ihr nicht beiwohnt, gültig zustandekomme. Sufyān ath-Thaurī äußerte dagegen, dass ohne Chutba kein Freitagsgottesdienst zustandekomme. Nach der malikitischen Lehrrichtung ist die Chutba beim Freitagsgottesdienst Fard. Ibn ʿAbd al-Barr entnahm dies dem Koranvers 62:9 „Ihr Gläubigen! Wenn am Tag der Versammlung (yaum al-ǧumʿa) zum Gebet gerufen wird, dann wendet euch mit Eifer dem Gedenken Gottes zu“. Das Gedenken Gottes (ḏikr Allāh) sei hier nach dem Idschmāʿ die Salāt und die Chutba. Der Prophet habe die Versammlung nie ohne Chutba abgehalten. Einige Malikiten sollen die Pflicht zur Chutba auch aus dem Koranwort „Sie ließen Dich stehen“ (Sure 62:11) abgeleitet haben. Damit sollen diejenigen getadelt worden sein, die den Propheten bei der Chutba stehen ließen. Ein solcher Tadel sei aber nur dann sinnvoll, wenn es eine Pflicht zur Anwesenheit bei der Chutba gegeben habe. Hieraus könne man ersehen, dass die Chutba schon damals obligatorisch war. Nach as-Sarachsī gehört die Chutba zusammen mit dem Misr, dem Eintritt der richtigen Zeit, der Gemeinschaft der Betenden, dem Sultan und der allgemeinen Erlaubnis zu den sechs nicht auf die Person des Beters bezogenen Voraussetzungen für die Durchführung des Freitagsgottesdienstes. as-Sarachsī leitete das aus der Aussage in Sure 62:8 ab: „Ihr Gläubigen! Wenn am Tag der Versammlung zum Gebet gerufen wird, dann wendet euch mit Eifer dem Gedenken Gottes zu.“ Das „Gedenken Gottes“ (ḏikr Allāh) in dieser Aussage meinte seiner Ansicht nach die Chutba. Ein Freitagsgebet ohne Chutba hat nach der hanafitischen Lehre keine Gültigkeit.
Die Freitagspredigt ist „nur der Auftakt zu der Hauptkultushandlung des Freitags,“ nämlich dem Gebet, das „ja auch nochmals feierlich durch die Iqāma eingeleitet wird.“
ʿUmar ibn al-Chattāb wird mit der Aussage zitiert, dass die Chutba die Stellung von zwei Rakʿas hat. Wer sie verpasst habe, solle deswegen vier Rakʿas beten. Die Schiiten und die Schafiiten betrachten die Chutba als Ersatz für zwei Zyklen des sonst vier Rakʿas umfassenden Mittagsgebets, während das spezielle Salāt-Gebet den Platz der zwei übrigen Rakʿas einnimmt. Die Hanafiten, Hanbaliten und Malikiten stellen dagegen diese Beziehung zwischen Freitagsgottesdienst und Mittagsgebet nicht her. As-Sarachsī meinte, dass die Chutba Teile eines Gebets unter anderem deswegen nicht ersetzen könne, weil für sie andere Regeln gelten (keine Ausrichtung an der Qibla, Gültigkeit auch im Zustand der Unreinheit). Nach Ibn ʿUthaimīn muss, wenn der Chatīb einer Moschee nicht erscheint, einer aus der Gemeinde nach vorne treten und die Chutba halten. Das Gleiche gilt, wenn der Chatīb aus Krankheitsgründen die Chutba nicht vollenden kann. Ersatzweise ein Mittagsgebet mit vier Rakʿas zu halten, sei nicht erlaubt.

## Bestimmungen zu Ort und Zeit

### Ort
Nach asch-Schīrāzī gehört es zu den empfehlenswerten Bräuchen (sunan) der Freitagschutba, dass der Chatīb auf einem Minbar oder einem erhöhten Platz steht. An-Nawawī beteuert, dass es einen Konsens der Gelehrten darüber gebe, dass das Halten der Chutba vom Minbar aus erwünscht sei. Der Grund seien verschiedene Hadithe, auf die er vorher hingewiesen habe. Nach der hanafitischen Lehre gehört es zur Sunna, dass sich der Chatīb nach dem Vorbild des Gottesgesandten auf dem Minbar befindet. Ibn ʿUthaimīn betrachtet es nicht als eine Voraussetzung für die Gültigkeit der Chutba, das sich derjenige, der sie hält, an einem erhöhten Ort befindet. Er könne sie auch vom Mihrāb aus halten. Allerdings sei es besser, wenn er sie von einem erhöhten Ort aus halte, weil die Chutba bei den Zuhörern eine größere Wirkung erziele, wenn sie ihn sähen.

### Zeitpunkt
Nach der hanafitischen Lehre gehört es zu den beiden Hauptpflichten der Freitagschutba, dass sie nach dem Mittag und vor dem Gebet stattfindet. Bei den Imamiten gibt es hinsichtlich des Zeitpunktes der Chutba zwei Meinungen. Die Mehrheitsmeinung besagt, dass der Chatīb zum Zeitpunkt des Zuhr-Gebetes nach dem Gebetsruf mit der Chutba beginnen soll, doch gibt es andere Gelehrte, nach deren Meinung die Chutba schon vor dem Zuhr-Gebet zu halten ist, so dass sie mit dem Zuhr-Zeitpunkt oder kurz danach endet.

## Der Bewegungsablauf
Nach hanafitischer Lehre gehört es zu den Sunna-Pflichten der Chutba, sich mit dem Gesicht den Leuten zuzuwenden. Asch-Schāfiʿī dagegen empfahl, dass sich der Chatīb nicht viel nach rechts oder links umwenden, sondern nach vorne blicken sollte, um zu gewährleisten, dass alle Leute seine Chutba hören konnten.

### Das Stehen während der Ansprache
Nach Ibn ʿAbd al-Barr (gest. 1071) besteht unter den malikitischen Gelehrten ein Konsens, dass bei demjenigen, der stehen kann, die Chutba nur dann gültig ist, wenn er steht. Wenn er sich aufgrund von Mattigkeit setze, um auszuruhen, soll er nicht sprechen, bis er wieder steht. ʿUthmān ibn ʿAffān soll so verfahren sein, wenn er ermattet war. Nach dem schafiitischen Rechtsgelehrten Abū Ishāq asch-Schīrāzī (gest. 1083) sind die beiden Ansprachen nur dann gültig, wenn der Chatīb die beiden Ansprachen stehend hält und sich zwischen ihnen setzt. Nach al-Ghazālī gehören das Stehen bei den beiden Ansprachen und das ruhige Sitzen zwischen ihnen zu den Voraussetzungen der Chutba. Nach hanafitischer Lehre gehört das Stehen dagegen nur zu den Sunna-Pflichten. Selbst wenn sie sitzend oder liegend gehalten wird, ist dies zulässig.

### Das Lehnen auf einen Stab oder ein Schwert

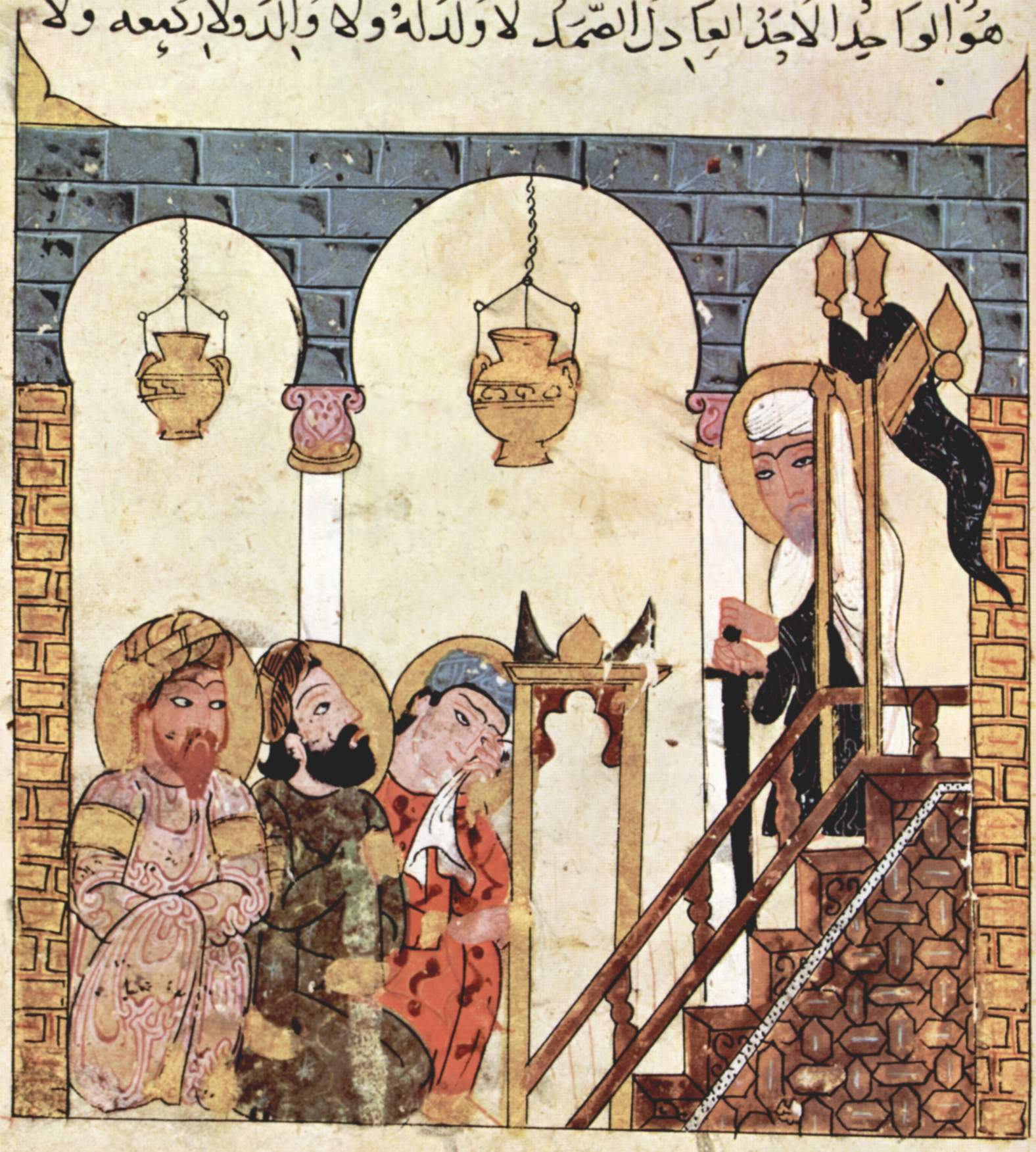
Ein Chatīb, der sich bei der Chutba auf ein Schwert stützt, Handschrift der Maqāmāt al-Harīrī, um 1300

Der umaiyadische Gelehrte Ibn Schihāb az-Zuhrī (gest. 742) meinte, dass derjenige, der auf dem Minbar steht, einen Stab ergreifen und sich darauf stützen solle. Er begründete dies damit, dass schon Abū Bakr, ʿUmar und ʿUthmān so gehandelt hätten. Nach ʿAbdallāh ibn Wahb meinte Mālik ibn Anas, dass dieses Verhalten auch für die Imame auf den Kanzeln wünschenswert sei, wenn sie die Freitagschutba hielten: Sie sollten einen Stab in der Hand halten, auf den sie sich im Stehen stützen. Auch asch-Schāfiʿī empfahl, sich bei der Chutba auf einen Stab, Bogen oder ähnliches zu stützen, mit der Begründung, dass diese Verhaltensweise auch vom Propheten überliefert sei. Wenn sich der Chatīb nicht auf einen Stab stützte, sollte er seinen Körper und seine Hände in Ruhe verharren lassen, indem er letztere zum Beispiel aufeinander legte. Nach asch-Schīrāzī gehört es zu den empfehlenswerten Bräuchen (sunan) der Freitagschutba, dass sich der Chatīb währenddessen auf einen Bogen, ein Schwert oder einen Stock stützt. Nach den Fatawa-i-Alamgiri galt es dagegen als makrūh, sich bei der Chutba auf einen Bogen oder Stock zu stützen. Der hanafitische Gelehrte asch-Schurunbulālī (gest. 1659) meinte, dass nur bei Städten, die die Muslime mit Gewalt erobert hatten, der Chatīb ein Schwert in seine linke Hand nehmen und sich darauf stützen solle. Dies diene dann dazu, der Bevölkerung in Erinnerung zu rufen, dass die Stadt auf diese Weise erobert worden ist und die Muslime im Falle ihrer Abkehr vom Islam wieder gegen sie kämpfen würden. In Städten, die auf friedvolle Weise in die Hände der Muslime gelangt seien, solle der Chatīb dagegen ohne Schwert auftreten. Dementsprechend müsse der Chatīb in Medina die Chutba in Medina ohne Schwert halten, in Mekka aber mit Schwert. Im Osmanischen Reich war es üblich, dass der Chatīb mit einem Schwert in der Hand den Minbar bestieg. Er legte das Schwert dann auf den Stufen des Minbars ab und nahm es nach dem Ende der Chutba beim Hinuntersteigen wieder auf und stieg so wieder hinunter.
Auch bei den Schiiten gilt es erwünscht (mustaḥabb), dass sich der Freitagsimam bei der Chutba auf einen Stock, ein Schwert oder ähnliches stützt. Nach der Islamischen Revolution von 1979 in Iran wurden in Teheran viele Mullahs fotografiert, die während ihrer Chutba ein Gewehr in der rechten Hand hielten, dessen Kolben auf dem Boden ruhte.

### Das Sitzen zwischen und vor den beiden Ansprachen

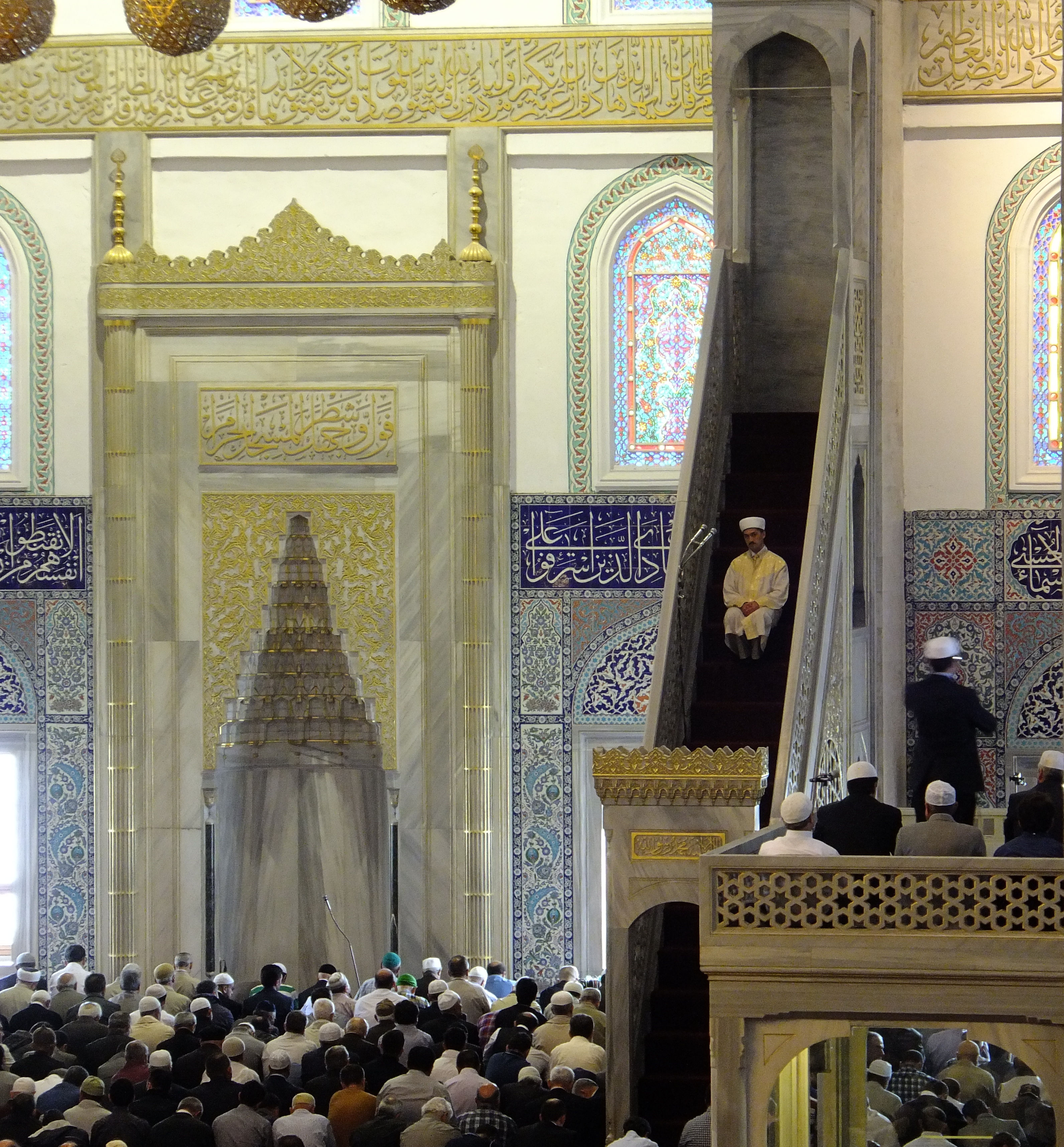
Der Imam der Kocatepe-Moschee beim Sitzen vor der ersten Ansprache

Nach Ibn ʿUthaimīn ist das Sitzen zwischen den Chutba-Ansprachen notwendig, um die beiden Ansprachen voneinander zu trennen. Diese Trennung wird durch bloßes Schweigen nicht vollzogen. As-Sarachsī war dagegen der Auffassung, dass das Sitzen zwischen den beiden Ansprachen nicht Voraussetzung für die Gültigkeit des Freitagsgottesdienstes sei, anders als es asch-Schāfiʿī gelehrt habe. Als Argument führte er den Hadith von Dschābir ibn Samura (gest. 693) an. Aus ihm könne man ersehen, dass das Sitzen zwischen den beiden Ansprachen nur der Erholung diente und nicht Voraussetzung für die Gültigkeit der Chutba sei. Nach hanafitischer Lehre gehört das Sitzen zwischen den beiden Ansprachen lediglich zu den Sunna-Pflichten der Chutba. Diese Praxis scheint sich ohnehin erst im Laufe der Zeit entwickelt zu haben. Von ʿAlī ibn Abī Tālib wird überliefert, dass er sich nicht auf den Minbar setzte, bis er davon wieder herunterstieg.
Das Sitzen zwischen den beiden Ansprachen soll so lange dauern wie die Rezitation von drei Koranversen. As-Sarachsī meinte dagegen, dass der Chatīb, nachdem er sich niedergesetzt hat und alle Glieder zur Ruhe gekommen sind, ohne Verweilen wieder aufstehen soll. In heutigen Moscheen dauert das Sitzen zwischen den beiden Ansprachen meist nur einige Sekunden.
Nach Mālik ibn Anas soll sich der Chatīb sogar zwei Mal setzen, nämlich einmal vor der ersten Chutba und das zweite Mal zwischen den beiden Chutbas. Vor der Chutba sollte er so lange sitzen bleiben, bis die Muezzine zum Gebet gerufen hatten. Asch-Schāfiʿī befürwortete das Sitzen vor der ersten Chutba ebenfalls. Seiner Ansicht nach sollte sich der Chatīb bei der Freitagschutba hinsetzen, sobald er auf den Minbar gestiegen war, und dann in dieser Weise auf den Adhān warten. Nach Abū Ishāq asch-Schīrāzī gehört es zu den empfehlenswerten Bräuchen (sunan) der Freitagschutba, dass der Chatīb sich setzt, bis der Muezzin den Gebetsruf erklingen lässt. In dieser Zeit, in der der Chatīb auf dem Minbar sitzt, ertönt der dritte Gebetsruf. Der erste geht dem Gottesdienst voraus, der zweite leitet die individuellen Gebete ein. Abū Hanīfa lehnte das Sitzen vor der ersten Chutba ab. Die späteren Hanafiten betrachteten es jedoch ebenfalls als Sunna.
Nach Ibn ʿUthaimīn soll der Chatīb am Freitag nicht vor der Chutba in die Moschee kommen und dort Gebete verrichten und dann warten, sondern zu Hause oder an einem anderen Ort verbleiben und erst in die Moschee kommen, wenn die Zeit der Chutba und des Gebets gekommen ist, weil so auch der Gottesgesandte gehandelt habe.

## Die verbalen Bestandteile der beiden Ansprachen
Die Chutba besteht eigentlich aus zwei Ansprachen. Das Vorausgehen dieser zwei Ansprachen ist nach asch-Schīrāzī Voraussetzung für die Gültigkeit des Freitagsgebets. Auch nach Auffassung Ibn ʿUthaimīns sind für die Gültigkeit des Freitagsgottesdienstes unbedingt zwei Chutba-Ansprachen notwendig; mit nur einer Chutba ist er ungültig.
As-Sarachsī war dagegen der Auffassung, dass man sich beim Freitagsgottesdienst mit einer Chutba begnügen könne. Als Argument führt er einen Hadith des Prophetengefährten Dschābir ibn Samura (gest. 693) an. Demnach soll der Gottesgesandte ursprünglich nur eine Chutba gehalten haben; erst als er alt geworden war, soll er daraus zwei Ansprachen gemacht habe, zwischen denen er sich gesetzt habe. Ubaiy ibn Kaʿb und der umaiyadische Gouverneur al-Mughīra ibn Schuʿba sollen ihre Chutba ebenfalls ohne Unterbrechung gehalten haben. Nach Ansicht Carl Heinrich Beckers geht die Zweiteilung der Chutba nicht auf die älteste Zeit des Islams zurück. Er erklärt sie als Reflex der orientalisch-christlichen Messe.

### Doxologische Bestandteile
Eine Chutba enthält üblicherweise eine Anzahl von standardisierten doxologischen Formeln, wobei das Mindestmaß von den muslimischen Gelehrten unterschiedlich definiert wurde. Abū Hanīfa stellte noch keine hohen Anforderungen an die Freitagschutba. Seiner Auffassung nach reichte es für sie aus, wenn der Imam eine Hamdala, einen Tasbīh, einen Tahlīl (d. h. die Formel lā ilāha illā Llāh) aussprach oder Gott auf andere Weise erwähnte. Er verwies zur Begründung dieser Auffassung auf den dritten Kalifen ʿUthmān, der nach seiner Erhebung zum Kalifen eine Chutba hielt, die lediglich aus einer Hamdala bestanden hatte, weil es ihm danach die Sprache verschlug. Die beiden Schüler Abū Hanīfas Abū Yūsuf und asch-Schaibānī waren dagegen der Meinung, dass das Aussprechen solcher Formeln nicht reiche, weil so etwas gemeinhin nicht Chutba genannt werde. Nach Ibn ʿAbd al-Hakam vertrat Mālik ibn Anas eine ähnliche Auffassung wie Abū Hanīfa: es reiche für die Chutba aus, wenn der Imam einen Takbīr, einen Tahlīl oder einen Tasbīh ausspreche. Allerdings hielt er es für eine Sunna des Imams, dass er nach Beendigung der Chutba die Formel sprach: „Gott möge uns und Euch vergeben.“
Nach asch-Schāfiʿī muss eine Chutba mindestens eine Segenssprechung über den Gottesgesandten (aṣ-ṣalāt ʿalā n-nabī) enthalten. Und jede der beiden Ansprachen muss mit einer Hamdala beginnen. Nach al-Ghazālī muss die Segenssprechung in jeder der beiden Ansprachen vorkommen. Der Schafiit Ibn al-ʿAttār (gest. 1324) urteilte, dass die Chutba sogar die Begriffe ḥamd und ṣalāt wörtlich enthalten müsse.
Nach der späteren hanafitischen Lehre ist nur eine Erwähnung Gottes (ḏikr Allāh) notwendig. Eine Hamdala, ein Tahlīl oder ein Tasbīh reicht aus. Allerdings muss die betreffende Formel mit der Absicht ausgesprochen worden sein, damit eine Chutba zu halten. Das Aussprechen der Hamdala nach dem Niesen beispielsweise ersetzt keine Chutba. Dass man die Chutba mit der Hamdala beginnt, Gott preist, sowie die beiden Bestandteile der Schahāda und das Gebet über den Propheten spricht, gehört aber zu den Sunna-Pflichten der Chutba.
Ibn ʿUthaimīn empfiehlt, die Chutba mit der sogenannten Chutbat al-Hādscha („Ansprache der Bedürftigkeit“) zu beginnen, einer längeren Abfolge von Formeln und koranischen Ermahnungen, die auf Mohammed zurückgehen soll.
Das 1971 gegründete Ständige Komitee für Fatwa-Erteilung von Saudi-Arabien hat sich in einer Fatwa mit der Frage auseinandergesetzt, ob die Freitagsversammlung einer Gruppe gültig sei, die immer wieder die gleiche Chutba wiederhole. In seiner Antwort erklärte das Komitee, dass es zulässig sei, eine Chutba für mehrere Freitagsgebete zu verwenden, es jedoch besser sei, wenn der Chatīb die Chutba nach Möglichkeit erneuere, damit er auf diese Weise mehr Wissen vermittele, die Wirkung der Predigt vergrößere und Langeweile vermeide.

### Die Koranrezitation
Nach al-Ghazālī gehört die Koranrezitation (qirāʾa) zu den fünf Grundbestandteilen der Chutba. Minimum ist ein Koranvers. Nach der hanbalitischen Rechtsschule ist das Rezitieren „von etwas aus dem Koran“ obligatorisch (wāǧib). Minimum ist auch hier ein Vers. Nach der hanafitischen Rechtsschule gehört die Koranrezitation nur zu den Sunna-Pflichten der Chutba. Wer sie unterlässt, gilt als Missetäter (musīʾ). Es sollen mindestens drei kurze oder ein langer Koranvers rezitiert werden. Asch-Schīrāzī erwähnt, dass es auch die Auffassung gibt, dass in beiden Chutbas eine Koranrezitation stattfinden müsse.
Nach einem Hadith, der im Sahīh Muslim angeführt wird, hat der Prophet jeden Freitag in der Chutba die Sure Qāf rezitiert. Daraus leiten manche Gelehrte ab, dass das Rezitieren dieser Sure oder eines Teils davon in der Freitagsansprache erwünscht (mustaḥabb) ist. Das Religionspräsidium der Türkei empfiehlt zum Ausklang der Chutba die Rezitation von Sure 16:90. Ibn ʿUtaimīn dagegen empfiehlt, diesen Koranvers nicht dauerhaft zu rezitieren, weil sonst die Menschen denken könnten, dass es sich um eine Sunna handele, während dies eigentlich nicht der Fall sei. Der Erste, der die Chutba mit diesem Vers beendet, soll ʿUmar ibn ʿAbd al-ʿAzīz gewesen sein.

### Das Bittgebet für die Gläubigen
Nach asch-Schāfiʿi gehört zu den festen Bestandteilen der Chutba auch das Bittgebet für die Gläubigen. al-Qādī an-Nuʿmān führt die Pflicht zum Sprechen eines Bittgebets auf ʿAlī ibn Abī Tālib zurück. Nach hanafitischer Lehre gehört das gesteigerte Bittgebet für muslimische Männer und Frauen zu den Sunna-Pflichten der Chutba. Minimum ist nach al-Ghazālī die Formel: „Gott habe Erbarmen mit Euch“ (raḥimakum Allāh). Beim Bittgebet darf der Chatīb nicht die Hände heben, es sei denn zur Regenbitte (istisqāʾ) oder zur Bitte um Aufklarung des Himmels (istiṣḥāʾ).

### Der Unterschied zwischen den beiden Ansprachen
Nach asch-Schāfiʿī findet die Koranrezitation (qirāʾa) nur in der ersten Ansprache statt, während in der zweiten die Empfehlung zur Gottesfurcht stattfindet. Carl Heinrich Becker schloss hieraus, dass die zwei Teile der Chutba ein Reflex der orientalisch-christlichen Messe sind, die nach den Forschungen von Anton Baumstark aus vier Teilen bestand: 1. der Vormesse, 2. der Schriftverlesung, 3. der Predigt und 4. dem allgemeinen Kirchengebet. Nach Becker entspricht hierbei die erste Chutba der Schriftverlesung und die zweite der Predigt.
Fester Bestandteil der zweiten Ansprache ist aber schon nach asch-Schāfiʿī auch das Bittgebet für die Gläubigen. al-Qādī an-Nuʿmān zitiert ʿAlī ibn Abī Tālib mit der Aussage, dass der Imam in der zweiten Chutba ein Bittgebet sprechen müsse. Minimum ist nach al-Ghazālī die Formel: „Gott habe Erbarmen mit Euch“ (raḥimakum Allāh). Beim Bittgebet darf der Chatīb nicht die Hände heben, es sei denn zur Regenbitte (istisqāʾ) oder zur Bitte um Aufklarung des Himmels (istiṣḥāʾ).
Wie aus den Beschreibungen von Edward William Lane hervorgeht, wurde in Ägypten im frühen 19. Jahrhundert die erste Chutba als „Predigtansprache“ (ḫuṭbat al-waʿẓ) und die zweite als „Lobpreisungsansprache“ (ḫuṭbat an-naʿt) bezeichnet.
Die Bezeichnung ḫuṭbat an-naʿt war damit verbunden, dass die Chutabā' bei der zweiten Ansprache an einer Standardform festhielten. Der Azhar-Gelehrte ʿAlī Mahfūz (gest. 1942) kritisierte diesen Brauch mit dem Argument, dass er bei den frommen Altvorderen (as-salaf aṣ-ṣāliḥ) unbekannt gewesen sei und für dieses großartige wöchentliche Ritual unangemessen sei. Angemessen sei es vielmehr, der zweiten Ansprache die gleiche Beachtung zukommen zu lassen wie der ersten. Nach Becher-Çelik stellt die erste Predigt den thematischen Schwerpunkt des Freitagsgottesdienstes mit wöchentlich wechselnden Inhalten dar. Die zweite Chutba ist nach Beobachtungen von Ethnologen kürzer als die erste. Ibn ʿUthaimīn empfiehlt auch, die zweite Chutba kürzer zu halten, weil die Menschen möglicherweise von der ersten Chutba schon gelangweilt sind und dann geringere Bereitschaft zum Zuhören mitbringen.

### Beschränkung der Länge
Ein Hadith, der über ʿAmmār ibn Yāsir auf den Propheten zurückgeführt wird, lautet: „Die Länge des Gebets und die Kürze der Chutba sind Zeichen des Verstands eines Mannes. Zieht das Gebet in die Länge und haltet die Chutba kurz. Es gehört zum Zauber der Beredsamkeit.“ Ein von Mohammed überlieferte Anweisung lautet: „Macht Euer Gebet lang und Eure Chutba kurz."
Nach der hanafitischen Lehre sollen die beiden Ansprachen nicht länger dauern als die Rezitation einer der langen Mufassal-Suren. Der Chatīb soll sich beim Sprechen allein auf das Gebieten des Rechten beschränken. In der Türkei wurden Freitagspredigten 1980 in einem Runderlass auf eine Dauer von 15 Minuten beschränkt. In der Regel dauern sie zwischen zehn und 15 Minuten. Eine Kommission der Azhar hat in den 1960er Jahren die Empfehlung ausgesprochen, dass 20 Minuten für die beiden Ansprachen der Chutba völlig ausreichen. In Ägypten hat im Oktober 2013 das Auqāf-Ministerium die Anweisung gegeben, dass die Freitagspredigt mit ihren beiden Teilen ungefähr 15 Minuten haben und eine Länge von 20 Minuten nicht überschreiten soll. Das Ministerium begründete die Anweisung damit, dass so eine Konzentration auf das Thema erreicht werden solle und außerdem auf die Umstände der Menschen Rücksicht genommen werden müsse, unter denen sich Kranke, Reisende und Arbeitende befänden.

### Sprache
Der malikitische Gelehrte an-Nafzāwī (gest. 1714) urteilte, dass die Chutba in arabischem Wortlaut (bi-l-lafẓ al-ʿArabī) sein müsse, selbst wenn die Zuhörer Nicht-Araber seien. Hanafitische Gelehrte wie Hasan ibn ʿAmmār asch-Schurunbulālī (gest. 1659) meinten dagegen, dass man die Chutba auch in einer anderen Sprache wie Persisch halten könne. Im Osmanischen Reich wurde die Chutba aber üblicherweise auf Arabisch gehalten, wobei die große Mehrheit der Bevölkerung nichts verstand. Am 24. November 1922 wurde in der Türkei zum ersten Mal eine Freitagspredigt auf Türkisch gehalten, und zwar in der Fatih-Moschee in Istanbul unmittelbar im Anschluss an die Wahl von Abdülmecid II. zum Kalifen durch die Große Nationalversammlung der Türkei. Nur die Gebets- und Lobpreisteile (duʿāʾ ve senā qısımları) waren auf Arabisch. Als Chatīb fungierte der Vorsitzende der von der Nationalversammlung gewählten Sondarabordnung Müfid Efendi. Im Frühjahr 1924 wies der Mufti von Istanbul, Mehmed Efendi, daraufhin, dass die Idee, die Chutba auf Türkisch zu halten, viele Anhänger habe und er eine Kommission bilden wolle, die sich der Erörterung des Problems widmen sollte. Außerdem habe er vor, eine Anzahl von türkischen Predigten für die Feste zu schreiben und diese nach Ankara zu schicken. Wenn sie dort gebilligt würden, wolle er sie als Broschüren in den verschiedenen türkischen Provinzen verteilen lassen. Am 23. Februar 1925 forderten mehrere Abgeordnete der Nationalversammlung die Einführung türkischer Freitagsansprachen (wohl nur der Ermahnungen), im Herbst desselben Jahres außerdem die Rezitation der darin vorkommenden Gebete auf Arabisch und Türkisch. Das Präsidium für die geistlichen Angelegenheiten ordnete Ende 1926 an, dass die Freitagspredigt von nun an in den türkischen Moscheen auf Türkisch anstatt auf Arabisch zu halten sei. Das galt jedoch nur für die ermahnende Ansprache, während die einleitende Fātiha und die folgenden Koran- und Hadith-Texte auf Arabisch und Türkisch vorzutragen waren. Der Hāfiz Saʿd ad-Dīn hielt am 5. Februar 1932 in der Süleymaniye-Moschee in Istanbul erstmals eine rein türkische Freitagspredigt. Die Anordnung, dass die Koran- und Hadith-Stellen auch auf Türkisch vorgetragen und erklärt werden sollen, wurde aber schon 1950 vielfach nicht mehr beachtet.
Auch in Saudi-Arabien hält man die Abhaltung der Chutba in einer nicht-arabischen Sprache für zulässig. ʿAbd al-ʿAzīz ibn Bāz hat schon 1964 eine diesbezügliche Anfrage von Muslimen aus Sri Lanka befürwortend beantwortet: Wenn die Zuhörer einer Chutba des Arabischen nicht mächtig seien, sei es zweckmäßiger, die Chutba in die Landessprache zu übersetzen, damit sie die Botschaft verständen. Die Fiqh-Akademie der Islamischen Weltliga hat 1982 einen Beschluss zur Abhaltung der Chutba am Freitag und den beiden Festen in anderen Sprachen als dem Arabischen in nicht-arabischen Ländern verabschiedet. Nach diesem Beschluss, mit der die Akademie auf eine Anfrage aus Indien antwortete, ist die arabische Sprache bei der Abhaltung in nicht-arabischen Ländern keine Voraussetzung für ihre Gültigkeit, doch sei es besser, die Einleitung der Chutba und die Koranverse, die sie enthält, auf Arabisch zu rezitieren, um die Nicht-Araber an das Anhören des Arabischen und des Korans zu gewöhnen. Dies erleichtere das Erlernen der arabischen Sprache und die Rezitation des Korans in der Sprache, in der er offenbart ist. Der Chatīb könne anschließend die Predigt in derjenigen Sprache halten, die seine Zuhörerschaft verstehe. Die Akademie hat in demselben Beschluss auch die Verwendung von Lautsprechern zur Übertragung der Chutba für zulässig erklärt. Arabischen Gemeinden im westlichen Ausland, die ihr Freitagsgebet zusammen mit Muslimen abhalten, die kein Arabisch verstehen, empfiehlt die ständige Fatwa-Kommission Saudi-Arabiens, die Chutba auf Arabisch abzuhalten und dann in die Landessprache zu übersetzen.
In Surakarta in Indonesien wird die Freitagspredigt üblicherweise auf Javanisch gehalten. In Deutschland halten gemäß einer Befragung, die 2012 im Auftrag der Deutschen Islam-Konferenz durchgeführt wurde, 74 Prozent der Imame die Freitagspredigt auf Türkisch, 14 Prozent auf Arabisch, 22 Prozent in einer anderen ausländischen Sprache (vor allem Albanisch, Bosnisch, Kurdisch oder Urdu), und 4 Prozent auf Deutsch. 98 Prozent der Imame der drei großen türkischen Verbände DITIB, IGMG und VIKZ predigen auf Türkisch, weniger als ein Prozent auf Deutsch. In 36 Prozent aller Moscheen, die an der Befragung teilgenommen haben, wird die Freitagspredigt regelmäßig ins Deutsche übersetzt, in Moscheen, die ausschließlich von Türkeistämmigen besucht werden, ist das nur in 29 Prozent der Fall.

### Lautstärke und mediale Übertragung
Asch-Schāfiʿī empfahl, dass der Chatīb die Stimme bei der Chutba so weit hebt, dass diejenigen Zuhörer, die am weitesten von ihm entfernt sind, sie hören können. Nach al-Ghazālī muss die Chutba so laut gehalten werden, dass 40 Personen, die im Vollbesitz ihres Gehörsinns sind, sie hören können. Nach der hanafitischen Rechtsschule ist es dagegen nur eine Sunna-Pflicht, dass die Leute die Chutba hören können. Für ihre Gültigkeit ist es nicht zwingend erforderlich. Es ist allerdings erwünscht, dass der Chatīb seine Stimme erhebt. Bei der zweiten Ansprache soll er leiser sprechen als bei der ersten.
In der Islamischen Republik Iran wird die Freitagspredigt von Teheran landesweit über Fernsehen und Radio jede Woche übertragen. Nach Ibn ʿUthaimīn ist für die Frau das Anhören der Chutba von zu Hause aus besser als ihre Gegenwart in der Moschee. Sie muss aber bei der Chutba nicht zuhören, darf während der Übertragung der Chutba sprechen, essen und trinken und auch das Radio ausschalten.
Eine Fatwa von ʿAtīya Saqar, dem Vorsitzenden des Fatwa-Ausschusses der Azhar, besagt, dass es nicht zulässig ist, sich darauf zu beschränken, die Freitagspredigt von einem Tonband, im Radio oder im Fernsehen zu hören und dann das Gebet zu vollziehen. Vielmehr sei ein Prediger unabdinglich, der die Chutba halte. Wenn man niemanden finde, der dazu qualifiziert sei und bei der Rezitation keine Fehler mache, so könne man sich auf die Rezitation einer Formel beschränken, in der Gott erwähnt wird wie Qul huwa Llāhu aḥadun („Sag: Er ist Gott, der Eine“; Sure 112, 1). Einige beschränkten sich auf einen Ausdruck mit Verheißung und Androhung wie „Fürchtet Gott. Vielleicht wird es Euch wohlergehen. Halte Euch fern von Widersetzlichkeiten, damit Euch Gott nicht bestraft.“

## Die beteiligten Personen und ihre Pflichten

### Der Chatīb
Als Chatīb kann nur derjenige fungieren, der auch für das Amt des Vorbeters befähigt ist. Nach dem schafiitischen Rechtsgelehrten Abū Ishāq asch-Schīrāzī (gest. 1083) sind die beiden Ansprachen nur dann gültig, wenn sich der Chatīb im Zustand ritueller Reinheit und ausreichenden Verhüllung (sitāra) befindet. Nach hanafitischer Lehre gehört die rituelle Reinheit dagegen nur zu den Sunna-Pflichten. Für denjenigen, der im Zustand der großen oder kleinen Unreinheit ist, ist die Chutba Makrūh. Zu den Sunna-Pflichten gehört es, vor der Chutba innerlich seine Zuflucht bei Gott zu nehmen.
Zu den empfehlenswerten Bräuchen (sunan) der Freitagschutba gehört nach asch-Schīrāzī, dass der Chatīb
- die Menschen grüßt, wenn er sich ihnen zuwendet,
- sich setzt, bis der Muezzin den Gebetsruf erklingen lässt,
- sich während der Chutba auf einen Bogen, ein Schwert oder einen Stock stützt,
- sich nach vorne wendet (qaṣada qaṣd waǧhihī),
- für die Muslime ein Bittgebet spricht
- und die Chutba kurzhält.[97]

### Müssen Chatīb und Vorbeter die gleiche Person sein?
Das 1971 gegründete Ständige Komitee für Fatwa-Erteilung von Saudi-Arabien hat sich in zwei Fatwas mit der Frage befasst, ob der Mann, der am Freitag die Chutba hält, ein anderer sein könne als derjenige, der als Imam das Gebet leitet. In der ersten Fatwa hat das Komitee die Frage bejaht, weil es keinen Text gebe, die einen solchen Personenwechsel verbiete, allerdings darauf hingewiesen, dass nach der Lehre der Malikiten Chatīb und Imam die gleiche Person sein müssen, weil ihrer Auffassung nach die Chutba ein Teil des Gebets sei, bei dem kein Imamwechsel stattfinden dürfe. In der zweiten Fatwa wird erklärt, dass die Abhaltung von Gebet und Chutba durch eine Person Sunna sei, weil der Prophet und die rechtgeleiteten Kalifen so gehandelt hätten. Von dieser Sunna dürfe man nur bei einem Hinderungsgrund abweichen. Das Gebet sei aber in jedem Falle gültig. Ibn ʿUthaimīn hat nichts dagegen einzuwenden, dass beim Freitagsgottesdienst einer die Chutba hält und ein anderer das Gebet leitet. ʿAbd al-ʿAzīz ibn Bāz hat ebenfalls geurteilt, dass in einem solchen Fall das Gebet gültig ist, auch wenn es besser sei, Chutba und Gebetsleitung der gleichen Person zu übertragen. Die imamitischen Schiiten sind der Auffassung, dass die Verantwortung für die Chutba bei der Person liegt, die das Freitagsgebet leitet.

## Die Zuhörerschaft
Nach asch-Schīrāzī muss für die Gültigkeit einer Freitagspredigt die Anzahl von Zuhörern anwesend sein, die für ein gültiges Freitagsgebet benötigt wird (nach asch-Schīrāzī 40 Männer). Nach der hanafitischen Lehre reicht die Anwesenheit von zwei Männern. Wenn die Zuhörer taub sind oder während der Chutba schlafen, erfüllt diese trotzdem ihren Zweck.

### Pflicht zum Zuhören
Der Zuhörer muss sich nicht an das halten, was der Chatīb in seiner Chutba sagt. Er muss aber zuhören. Der andalusische Gelehrte Ibn ʿAbd al-Barr schreibt in al-Istiḏkār: „Es besteht kein Dissens unter den Gelehrten der verschiedenen Provinzstädte über die Pflicht zum Hinhören auf die Chutba für den, der sie hört.“ Nach der hanafitischen Lehre haben die Zuhörer die Pflicht, die Chutba von Anfang bis Ende zu hören. Sie sollen sich mit dem Gesicht dem Chatīb zuwenden und während der Chutba weder essen noch trinken. Erwünscht ist, dass sich der Zuhörer so setzt, wie er beim Gebet sitzt. Nach asch-Schāfiʿī soll auch derjenige, der die Chutba nicht hören kann, so lauschen, wie jemand, der hört. Allerdings hatte er auch nichts daran auszusetzen, wenn jemand, der nichts hört, etwas leise vor sich hinrezitiert oder Gottes gedenkt.

### Ruhepflicht
Die Pflicht zum Zuhören ist mit einer Schweigepflicht verbunden. Asch-Schāfiʿī wird mit den Worten zitiert: „Ich möchte, dass jeder, der der Chutba beiwohnt, ihr zuhört und von dem Augenblick an, da der Imam spricht, nicht spricht, bis er die beiden Chutbas abgeschlossen hat.“ As-Sarachsī begründet diese zum einen mit der Aufforderung in Sure 7:204: „Und wenn der Koran vorgetragen wird, dann hört zu und haltet Ruhe“, zum anderen mit dem Argument, dass der Imam die Menschen in der Chutba predigend anspreche, und die Predigt ihnen nichts nütze, wenn sie währenddessen mit Sprechen beschäftigt seien. ʿAbdallāh ibn ʿUmar soll einen Mann, der während der Chutba einen anderen fragte, wann die Karawane abreise, als Esel beschimpft haben. Ein Hadith, der von Abū Huraira überliefert wird, lautet: „Wenn Du Deinem Nachbarn am Tag der Versammlung 'Hör zu!' sagst, während der Imam die Ansprache hält, hast Du einen Fehler gemacht.“
Nach dem hanafitischen Maddhab soll man während der Chutba auch nicht den Gruß erwidern oder dem Niesenden Gesundheit wünschen, im Gegensatz zu den Schafiiten, die dies befürworteten. Die ständige Fatwa-Kommission Saudi-Arabiens hat geurteilt, dass es nicht erlaubt ist, dem Niesenden Genesung zu wünschen. Schon die Gelehrten Qatāda ibn Diʿāma und Saʿīd ibn al-Musaiyab sollen schon so geurteilt haben. Asch-Schaʿbī hatte dagegen keine Hemmungen, auch während der Chutba einem Niesenden Gesundheit zu wünschen. Derjenige, der am Freitag eintritt, während der Imam die Chutba hält, darf auch niemanden in der Moschee grüßen, wenn er die Chutba hört. Diejenigen, die in der Moschee sind, dürfen umgekehrt während der Chutba den Gruß des Eintretenden auch nicht erwidern, sondern höchstens Zeichen machen. Eine stille Begrüßung mit Handschlag ist ebenfalls zulässig. Wird jemand während der Chutba mit der Stimme begrüßt, soll er den Gruß nach der Chutba erwidern. Leute, die während der Chutba sprechen, soll man nur durch Zeichen ermahnen, indem man zum Beispiel einen Finger an den Mund legt. Während asch-Schāfiʿī empfohlen hatte, das Schweigen bis zum Ende der zweiten Chutba oder sogar bis zum Ende des Gebets aufrechtzuerhalten, ist das Sprechverbot nach modernen hanbalitischen Autoritäten in der Pause zwischen den beiden Chutbas aufgehoben. In dieser Zeit soll der Gottesdienstbesucher nach Ibn ʿUthaimīn still ein Bittgebet sprechen, weil es eine Zeit ist, in der die Bittgebete erhört werden. Der Betende darf dabei sogar die Hände heben.
Während der Abhaltung der Chutba durch den Chatīb ist Reden nur in bestimmten Ausnahmefällen erlaubt. So darf derjenige, den der Chatīb wegen einer vorübergehenden Angelegenheit anspricht, dem Chatīb antworten. Auch müssen die Anwesenden den Gruß erwidern, wenn sie vom Chatīb begrüßt werden. Außerdem soll man den Chatīb, wenn er einen Koranvers falsch zitiert, korrigieren. Außerdem soll man das Bittgebet des Chatīb mit einem leisen Amen bekräftigen. Strittig ist, ob man, wenn der Prophet in der Chutba erwähnt wird, die Propheteneulogie über ihn sprechen soll. Während ʿAbd al-ʿAzīz ibn Bāz dies bejaht,. hat die saudische ständige Fatwa-Kommission geurteilt, dass der Zuhörer in diesem Fall die Eulogie nur leise für sich sprechen solle, ohne dass man sie hört. Asch-Schāfiʿī hielt es für zulässig, das Schweigen aus anderen Gründen zu brechen, so zum Beispiel, wenn es notwendig ist, Schaden von einzelnen oder der Gemeinschaft abzuwenden oder eine andere Person die per Handzeichen zum Ausdruck gebrachte Aufforderung herzukommen nicht versteht.

### Pflichten der Hinzutretenden
Nach der hanafitischen Lehre soll derjenige, der während der Chutba die Moschee betritt, an seinem Ort verbleiben und nicht weiter nach vorne gehen, um den Platz im vorderen Teil der Moschee auszufüllen, weil dies die Chutba stört.
Nach hanbalitischer und schafiitischer Lehre soll derjenige, der während der Chutba hinzutritt, zwei kurze Gebetszyklen zur Begrüßung der Moschee beten. Danach muss er sich setzen und zuhören. Die beiden Gebetszyklen zur Begrüßung der Moschee stützen sich auf einen Hadith, wonach derjenige, der eine Moschee betritt, zwei Rakʿas beten soll, bevor er sich setzt. Der Chatīb darf denjenigen, der sich nicht an sie hält oder die anderen Anwesenden stört, ermahnen. Bei den Hanafiten lehnt man allerdings dieses Gebet zur Begrüßung der Moschee während der Chutba ab.
Auch ist es erlaubt, die Chutba mit einem Gerät aufzunehmen, solange dafür kein Sprechen notwendig ist. Das Schweigegebot während der Chutba wird bei den imamitischen Schiiten nicht ganz so streng gehandhabt. Einige Gelehrte halten das Schweigen bei der Freitagschutba nur für erwünscht (mustaḥabb). Bei der Festtagschutba gibt es nach übereinstimmender Meinung der imamitischen Gelehrten sogar nicht einmal eine Pflicht zum Zuhören.

## Die Entwicklung des Predigtcharakters der Freitagspredigt: moderne Empfehlungen

### Ist die Freitagspredigt überhaupt eine Predigt?
Der Baseler Orientalist Adam Mez (gest. 1917) äußerte: „Die Chutbah ist keine Predigt im abendländischen Sinne, sondern lediglich ein Stück Liturgie, das dem Amtenden etwas mehr Freiheit bot, als die anderen Teile. Deshalb erwartete man durchaus nicht jeden Freitag etwas Neues.“ Auch der amerikanische Anthropologe Richard T. Antoun meint, dass die Chutba im Islam keine „Predigt“ (sermon) ist, „wie wir sie verstehen“. Seiner Auffassung nach steht die Chutba im Gegensatz zu amerikanischer Volkspredigt und schwarzer Predigt, denen er auf Seiten des Publikums „rituelle Freiheit“ bescheinigt, für „rituelle Ordnung“. Im Osmanischen Reich war die Freitagsansprache nur eine Folge liturgischer Formeln, man pflegte lediglich das in der Mitte stehende Hadith allwöchentlich auszuwechseln.
Allerdings muss nach asch-Schāfiʿī die Chutba eine Empfehlung zur Gottesfurcht (al-waṣīya bi-t-taqwā) enthalten. Nach al-Ghazālī hat sie keinen festen Wortlaut, muss aber in beiden Ansprachen der Chutba vorkommen. Ihr Zweck ist die Predigt (waʿẓ); Minimum ist, dass man sagt: „Gehorchet Gott“ (aṭīʿū Llāh). Nach hanafitischer Lehre gehörten Predigt (ʿiẓa) und Mahnung (taḏkīr) zu den Sunna-Pflichten der Chutba.

### Die Empfehlungen saudischer Gelehrter
Der saudische Gelehrte ʿAbd ar-Rahmān as-Saʿdī (gest. 1956) hielt die Lehre von den vier Bestandteilen, die in beiden Ansprachen vorkommen müssen, für fragwürdig. Er meinte, dass es völlig ausreiche, wenn der Chatīb in jeder der beiden Ansprachen eine predigende Rede halte, die die Herzen erweiche. Die Hamdala, die Propheteneulogie und die Koranlesung vervollständigten dagegen nur die Chutba und seien eine Schmuck für sie.
Der saudische Gelehrte Ibn ʿUthaimīn hat in einer Fatwa geurteilt, dass der Zweck der Chutba eine predigende Ermahnung der Menschen (mauʿiẓat an-nās) sei, und eine Erinnerung daran, was ihnen in den Angelegenheiten ihrer Religion und ihren weltlichen Dasein nützt. Dem Chatīb obliege es, die Chutba entsprechend dem Bedürfnis und Zeitgeschehen zu variieren. Die Ermahnung der Menschen und die Bewegung ihrer Herzen sind seiner Meinung nach das Wichtigste in der Chutba, Hamdala, Schahāda, Taslīya und Koranrezitation gehören nur zu den Dingen, die sie vervollkommnen.
Nach Muhammad ibn ʿUthaimīn obliegt es dem Chatīb, eine ergreifende, nützliche Chutba zu halten, die das behandelt, was die Menschen beschäftigt. Dies unterscheide sich je nach Situation und Zeit. Zu den guten Sitten der Chutba gehöre es, dass der Chatīb in seiner Ansprache stark sein müsse, so dass er die Menschen dazu bringe, aufzuwachen und das aufzunehmen, was er sage. Wenn er sie dagegen ablese, schläfere das die Zuhörer ein. Ibn ʿUthaimīn verweist diesbezüglich auf einen Hadith, wonach beim Propheten, wenn er eine Chutba hielt, die Augen rot anliefen, seine Stimme laut wurde und sein Eifer zunahm, als ob er ein Heer warnen würde.

### Die Empfehlungen der Azhar-Kommission
In den 1960er Jahren hat eine Kommission von führenden Gelehrten der Azhar für die Freitagschutba folgende Punkte zur Sicherung ihrer „geistlichen und intellektuellen Nahrung“ (zād rūḥī wa-ṯaqāfī) empfohlen:
1. Die Chutba sollte ein klares und einfaches Thema haben,
2. Ihre einzelnen Elemente müssen logisch aufeinander aufbauen wie die Stufen einer Treppe,
3. Die Chutba soll keine haltlosen oder erfundenen Hadithe enthalten,
4. Sie soll auf keine strittigen Dinge eingehen und sich nicht für eine bestimmte islamische Sichtweise ereifern,
5. Zwischen der Chutba, den Tagesereignissen, den Zeitumständen und zuhörenden Massen besteht eine Beziehung, die nicht ignoriert werden darf,
6. Der Chatīb soll in seiner Chutba keine Hadithe, die für kleine Handlungen gewaltigen Gotteslohn verheißen, unkommentiert zitieren, weil das sonst Verwirrung bezüglich der religiösen Verpflichtungen stiftet,
7. Die Chutba soll gelegentlich auf die kulturellen und politischen Ruhmestaten der frühen Muslime eingehen, um das Selbstvertrauen der Muslime zu stärken,
8. Sie soll „ausländischen Philosophien“ (falsafāt aǧnabīya) und atheistischen Tendenzen entgegentreten, ohne aber ihre Quelle zu nennen.[139]

Moderne muslimische Gelehrte halten auch die Improvisation bei der Chutba für sehr wichtig und lehnen das Ablesen des Textes ab. So äußerte der ägyptische Gelehrte Mahmūd Muhammad al-ʿImāra (gest. 2015), dass der Chatīb, der vom Papier abliest, „die Flexibilität der Entscheidung über Thema und Zeit der Chutba“ (murūnat at-taḥakkum fī mauḍūʿ wa-zaman al-ḫuṭba) verliere und so die Kluft zwischen ihm und den Menschen wachse.

### Die Vorschläge Dschaʿfar ʿAbd as-Salāms
Der ägyptische Gelehrte Dschaʿfar ʿAbd as-Salām (gest. 2018), von 2014 bis zu seinem Tod Generalsekretär der Liga islamischer Universitäten, meinte vor dem Hintergrund, dass die Analphabetenrate in islamischen Ländern immer noch sehr hoch ist, dass die Freitagsansprache selbst ein grundlegendes Mittel der Kultivierung und religiösen Erziehung für die Analphabeten darstellte. Die Freitagsansprache müsse deswegen wie Radiostationen der Verbreitung von Nachrichten dienen und diese für die Menschen aufbereiten und solle die wöchentliche Rede über die Politik der Woche oder das Problem der Woche sein. Auf diese Weise könne die Rede auf der Kanzel mit dem Leben der Zeit gehen. Generell meint ʿAbd as-Salām, dass die Freitagspredigt in den islamischen Ländern durch folgende Merkmale gekennzeichnet ist:
1. Sie neigt zur Härte (tašdīd) gegenüber den Menschen und ist auf die androhende Erinnerung der Menschen an die Strafe gegründet, die sie im Grab und im Jenseits erwartet. Umgekehrt lässt sie die Glückverheißung für die Menschen außer Betracht und erwähnt nicht die paradiesischen Freuden, die in Koran und Sunna beschrieben sind.
2. Sie stützt beim Einflößen von Furcht auf schwache Hadithe, und Isrā'īlīyāt, die von der Vernunft nicht akzeptiert werden können und der Logik zuwiderlaufen.
3. Das Niveau der Prediger in der arabischen Sprache ist schwach, und sie können den Koran und die Sunna des Propheten nicht gut auswendig.
4. Die Prediger behandeln gewöhnlich Nebenthemen, die weder mit den Ereignissen des Lebens, noch mit den modernen Problemen der Muslime in Beziehung stehen. Wer sich die Freitagsansprachen anhöre, habe meistens das Gefühl, dass er sich in einem anderen Zeitalter und an einem anderen Ort befinde.
5. Das größte Problem sei jedoch, dass die Ansprache nicht mit passenden Verhaltensweisen verbunden sei, sondern mit dem Verhalten des Predigers im Widerspruch stehe, was die Menschen in Verwirrung stürze, insbesondere Nicht-Muslime, die den eklatanten Gegensatz zwischen Wort und Tat bemerkten.[141]

Dschaʿfar ʿAbd as-Salām kritisiert auch die Art, wie in den nicht-islamischen Staaten Europas, Amerikas und Asien die Freitagsansprachen durchgeführt werden. So berichtet er aus eigener Erfahrung, dass die Freitagspredigten dort häufig Entrüstung und Verwirrung hervorrufen, weil einige Freitagsprediger die Gesellschaften, in denen sie leben, angreifen und sie des Unglaubens und der Ketzerei (zandaqa) beschuldigen, während andere an die Verbrechen des Kolonialismus erinnern und die Muslime dazu anhalten, den Europäern, die „Feinde des Islams“ seien, nicht zu vertrauen. Es gebe auch Freitagsprediger, die die Europäer verwünschten und Gott darum bäten, ihre Frauen zu Witwen und ihre Kinder zu Waisen zu machen.

## Die politische Dimension der Freitagspredigt

### Die Fürbitte für den Herrscher
Im Laufe der Zeit wurde es in vielen Gegenden üblich, auch den jeweiligen Herrscher im zweiten Teil der Freitagschutba zu erwähnen. Der Sekretär Hilāl as-Sābi', der im 11. Jahrhundert ein Handbuch zum Hofprotokoll bei den Abbasiden verfasste, erklärt dort, dass bei der Chutba auf den Minbar-Kanzeln in der zweiten Ansprache an die Hamdala und die Propheteneulogie ein Bittgebet für den herrschenden Kalifen angeschlossen werden solle, in dem dieser mit Ism- und Laqab-Namen erwähnt wird. In fernen Ländern sei es üblich, in der Chutba auch die jeweiligen Emire zu nennen, unter deren Kontrolle das jeweilige Gebiet stand. Wie aus der persischen Chronik von al-Baihaqī hervorgeht, wurde am Hofe von Masud I. von Ghazni (reg. 1030–1040) in der Chutba tatsächlich der Name des abbasidischen Kalifen genannt.
Al-Ghazālī (gest. 1111) legt diesen Brauch seiner politischen Theorie zugrunde, wenn er den Sultan als denjenigen definiert, der die reale Macht besitzt und sich dem Kalifen unterstellt, indem er ihn in der Chutba und bei der Sikka („Münzprägung“) nennt. Der irakische Geschichtsschreiber Ibn at-Tiqtaqā schrieb 1302 in seinem Faḫrī, dass die abbasidischen Kalifen den Herrschern der Grenzregionen Geschenke machten, zur Bewahrung der äußerlichen Ehre und damit ihnen in diesen Ländern die Sikka und Chutba zukomme. Das sei so sprichwörtlich geworden, dass man jemandem, der nur den Anschein einer Sache ohne seine inneres Wesen besaß, nachsagte, dass er sich dabei nur mit der Sikka und Chutba begnüge, d. h. dass er sich nur mit dem Namen ohne Realität zufriedengebe.
Aufgrund der Beschreibung der Freitagspredigt bei Lane kamen Watt/Welch zu dem Schluss, dass die zweite Predigt „in erster Linie eine Eulogie mit der Bitte um Segen für den Propheten, seine Familie, den gegenwärtigen Herrscher usw.“ ist. Die „Erwähnung seines Namens in den Chutba-Ansprachen“ (hutbelerde namının zikri) gehörte auch zu den Hoheitsrechten, die dem Osmanischen Sultan in seiner Eigenschaft als Kalif in der Verfassung von 1876 (Art. 7) garantiert wurden. Dieser Brauch wurde zunächst auch im Gebiet der Regierung der Großen Nationalversammlung beibehalten, zuerst für den „Kalifen“ Mehmed VI. und dann für Abdülmecid II.
Allerdings wurde dieser Brauch nicht von allen Gelehrten gutgeheißen. Der ägyptische Gelehrte al-Bādschūrī (gest. 1860) schrieb: „Das Gebet für einen bestimmten Herrscher ist keine Sunna, wie es im Kommentar zum Manhaǧ steht. Vielmehr erfordert der Text asch-Schāfiʿīs, dass es makrūh ist. Denn er hat gesagt: 'Er soll in der Chutba für keine bestimmte Person ein Bittgebet sprechen... Wenn er das tut, so verabscheue ich es.' [...] Wohl ist es aber eine Sunna, für die Imame und Herrscher der Muslime (sc. allgemein) zu beten, um Wohlergehen, Gottes Hilfe bei der Durchsetzung des Rechts, Sorge für Gerechtigkeit und dergleichen.“ Nach der Ausweisung des letzten Kalifen aus der Türkei im Frühjahr 1924 wurde die Erwähnung des Kalifen in der Freitagspredigt weggelassen. Die Auqāf-Verwaltung ließ Anfang März allen Moscheen die Anordnung zukommen, in der Freitagspredigt keine Person mehr zu nennen. Die erste Chutba ohne Erwähnung des Kalifen fand am 7. März 1924 statt. Der Mufti von Istanbul, Mehmed Efendi, erklärte in einem Zeitungsinterview, der Brauch, die Machthaber in der Zeit der Umaiyaden und Abbasiden eingeführt worden, um den Kalifen zu schmeicheln. Die Rechtsbücher sagten hingegen nur, dass man in dem Bittgebet der Chutba die Gläubigen erwähnen solle, ohne spezielle Person zu nennen. Diejenigen, die die Chutba hielten, sollten an Stelle der Erwähnung des Kalifen ein Bittgebet für „die republikanische Regierung und die islamische Nation“ (al-ḥukūma al-ǧumhūrīya wa-l-milla al-islāmīya) sprechen. Nach einem Runderlass des Diyanet İşleri Başkanlığı aus dem Jahre 2007 soll in der Freitagspredigt für den Islam und den Staat gebetet werden. Der Wortlaut der vorgeschriebenen Formel ist: „Mein Gott, hilf dem Islam und den Muslimen! Schütze unseren Staat, unser Land und unsere Nation vor allen Arten von Gefahren“ (Allahım! İslâm’a ve müslümanlara yardım et! Devletimizi, ülkemizi ve milletimizi her türlü tehlikelerden koru!).
Das 1971 gegründete Ständige Komitee für Fatwa-Erteilung in Saudi-Arabien urteilte dagegen in einer Fatwa, dass es am besten sei, wenn der Chatīb das Gebet in der Freitagschutba allgemein für die Herrscher der Muslime und ihre Untertanen spreche, es aber auch gut sei, wenn er speziell für den Imam seines Landes um Rechtleitung und Erfolg bete, wegen des allgemeinen Nutzen, der darin für die Muslime liege, wenn Gott das Gebet erhöre. In einer anderen Fatwa stellte das Komitee fest, dass der Chatīb auch den Herrscher des Landes loben dürfe, wenn dies notwendig sei, um die Schönheit des Islam herauszustellen, Aufruhr gegen ihn abzuwenden und zu Loyalität ihm gegenüber aufzurufen. und umgekehrt den Herrscher dazu zu ermuntern, Gutes zu tun.

### Politische Inhalte in Freitagspredigten
Der Politikwissenschaftler Bruce Borthwick kam in den 1960er Jahren aufgrund einer Analyse von Freitagspredigten, die in den städtischen Moscheen von Damaskus, Amman und Kairo gehalten wurden, zu dem Ergebnis, dass die Prediger für Nationalismus warben, jedoch keine politische Modernisierung vorantrieben. Richard Antoun, der Freitagspredigten untersuchte, die zwischen 1959 und 1966 in der Moschee des jordanischen Dorfs Kafr al-Mā' gehalten wurden, machte die Feststellung, dass diese Predigten nur minimalen politischen Inhalt hatten. Von den 26 Predigten, die er analysierte, behandelten mehr als die Hälfte (15) ethische Fragen: Pietät gegenüber den Eltern, die Notwendigkeit gegenseitiger Hilfe unter den Gläubigen und Dorfbewohnern, die Vollbringung guter Taten, die Notwendigkeit der Gleichbehandlung von Ehefrauen und Geschwistern, die Pflichten der Verwandtschaft, Unanständigkeit von Frauen und Ehre der Männer. Sieben behandelten theologische Fragen (z. B. der Tod, die Nacht der Vorherbestimmung), sechs rituelle Verpflichtungen (z. B. Haddsch, Fasten), sechs die Heilsgeschichte (Mohammeds Prophetentum und Kampf, die Himmelsreise Mohammeds), während sich nur eine mit Politik, nämlich mit Palästina befasste.
In Iran forderte Ayatollah Chomeini während der Islamischen Revolution von 1979 die Prediger dazu auf, die Chutba dazu zu benutzen, die Notwendigkeit der Einheit innerhalb Irans und unter den Muslimen, Schiiten und Sunniten, zu betonen. Die Freitagsimame verbreiteten in dieser Zeit in ihren Chutba-Ansprachen die Ideen der Welāyat-e Faqih. In den 1980er Jahren hielten die Imame Teile ihrer Predigt auf Arabisch, und diese Teile der Predigt wurden speziell in die arabischen Golf-Staaten ausgestrahlt. In der Islamischen Republik Iran wird die Freitagspredigt regelmäßig genutzt, um den staatlichen Standpunkt bezüglich aktueller Fragen bekannt zu machen. Die Predigt von Teheran wird landesweit über Fernsehen und Radio jede Woche übertragen. Die Predigten von Mahmud Taleghani, Hossein Ali Montazeri, Ali Chamene’i, Ali Akbar Hāschemi Rafsandschāni, Mousavi Ardebili sind vom Ministerium für Islamische Rechtleitung (Wezārat-e eršād-e eslāmi) und in Zeitungen wie Ettelā'āt und Keyhan veröffentlicht worden und stehen in eigenständigen Sammlungen und online bei Youtube zur Verfügung. Die Prediger stützen sich üblicherweise auf einen Stab und manchmal auf ein Gewehr.

### Staatliche Kontrolle der Freitagspredigt

#### Türkei
In der Türkei wurde 1926 eine Kommission von fünf Religionsgelehrten eingesetzt, um für die Prediger eine Sammlung von Predigten zusammenzustellen, die an die Zeit und ihre Umstände angepasst sind. Bis Ende des Jahres hatte sie 58 Predigten vorbereitet. Der Chatīb musste sich darauf beschränken, die Texte vorzulesen oder seine Predigt entlang ihrer Thematik zu entwickeln. Der Text enthielt regelmäßig auch eine Aufforderung zu Spenden für den Luftflottenverein oder andere türkische Organisationen. Seit 1935 unterstehen die Chutba-Predigten der Aufsicht des Präsidiums für religiöse Angelegenheiten. Die Regulierung und Kontrolle der Predigten wurde über die Jahre zu einem wichtigen Anliegen des Präsidiums und des Staates. Die Diyanet-Behörde erstellte verschiedene Chutba-Sammlungen. Viele Chutbas der Diyanet behandelten Themen, die nur wenig mit religiösen Fragen zu tun haben, wie etwa 1953 den Beitritt der Türkei zur NATO, 1981 das Jubiläum der Schlacht von Manzikert, und 1994 die Notwendigkeit der Zivilverteidigung. Die Chutbas der 1990er Jahre waren erfüllt von nationalistischen Parolen und betonten die Bedeutung des Staates.
Die Aufgabe, Muster von Chutbas vorzubereiten, wurde schon 1965 dem Hohen Rat für Religiöse Angelegenheiten (Din İşleri Yüksek Kurulu) der Diyanet-Behörde übertragen. In der Diyanet-Zeitschrift wurden die Prediger davor gewarnt, die Chutba aus dem Stegreif zu halten, weil dies die Fähigkeiten der meisten überfordere. In einem Rundbrief vom 10. Oktober 1978 brachte die Diyanet ihre Überzeugung zum Ausdruck, dass improvisierte Freitagspredigten zu einem Verlust der Fokussierung auf ein Thema und Verringerung des Nutzens der Predigten geführt habe, und stellte in Aussicht, dass abgesehen von Funktionären des Präsidiums und der Distrikt-Muftiämter alle Bedienstete die Chutbas zukünftig von schriftlichen Texten ablesen sollten. Allerdings gibt es zahlreiche Belege, die zeigen, dass auch nach diesem Rundbrief die meisten Prediger nicht die Vorlagen der Diyanet-Behörde verwendeten. Dies geht ebenfalls aus einem Rundschreiben vom 11. März 1980 hervor, in dem die Prediger angewiesen wurden, ein Predigtthema zu wählen, das den Bedürfnissen des Tages und der Umgebung entspreche. Prediger, die ihre Predigten vorbereiteten, wurden in dem Schreiben ermahnt, extremistische, beleidigende und emotionale Worte sowie persönliche Angriffe und politische Themen und alles, was die nationale und religiöse Einheit gefährden könnte, zu vermeiden. Tayyar Altıkulaç, von 1978 bis 1986 Präsident der Diyanet-Behörde, stellte im Februar 1981 bei einer Veranstaltung der Behörde in Aussicht, improvisierte Freitagspredigten zu verbieten und die Prediger zu verpflichten, ihre Predigten aus denjenigen, die die Diyanet übersendet, auszuwählen.
Eine echte Zentralisierung der Chutba-Erstellung fand in der Türkei allerdings erst 1997 statt, nachdem das Militär bei seiner Intervention vom 28. Februar 1997 die islamistische Regierung von Necmettin Erbakan zum Rücktritt gezwungen hatte. Çetin Doğan, einer der führenden türkischen Generale, forderte im April 1997, dass die Garnisonskommandeure Personen beauftragen sollten, die Freitagspredigten zu überwachen und Predigten mit Inhalten, die sich gegen den Laizismus richteten, zu melden. Mehmet Nuri Yılmaz, der damalige Präsident der Diyanet-Behörde, ordnete im August 1998 an, dass ab sofort die in der Monatszeitschrift der Diyanet veröffentlichten Predigten zu verlesen waren; nur in Ausnahmefällen durften von Muftis und Chutba-Kommissionen auf Provinzebene vorbereitete Chutbas verlesen werden. Wie aus einem Rundschreiben des Diyanet-Präsidenten, das zwei Jahre später veröffentlicht wurde, hervorgeht, hielt man sich aber in vielen Moscheen nicht an die im Diyanet-Magazin veröffentlichten Texte. Als Mittel zur Zentralisierung wurde die Chutba-Kommission innerhalb der Diyanet-Behörde gegründet. Zwischen 1997 und 2006 wurde jeweils nur eine einzige Chutba durch diese Kommission vorbereitet und an die Imame in der ganzen Türkei verschickt, die diese am Freitag vortrugen.
Im Juni 2006 wurde die zentrale Chutba-Erstellung aufgegeben und die Vorbereitung der Chutba-Texte den Mufti-Ämtern der Provinzen übertragen. In jeder Provinz wurde dafür eine Chutba-Kommission gebildet, der vier bis sieben Personen angehören. Diese kommt unter der Leitung des Provinz-Muftis zusammen, um die Chutbas vorzubereiten. Sie kann die Erstellung der Chutbas auch extern in Auftrag geben. Bei der Erstellung und Bewertung von Chutbas hat die Kommission die von der Diyanet-Behörde veröffentlichten „Leitlinie für die Vorbereitung und Evaluation von Chutbas“ (Hutbe Hazırlama ve Değerlendirme Kılavuzu) zu beachten, Diese enthält auch einen Katalog von 25 Fragen, anhand derer die Chutbas evaluiert werden sollen. Der Leiter der Kommission sorgt anschließend dafür, dass die ausgewählten Chutbas an alle Moscheen der Provinz verschickt und dort verlesen werden. Einen Monat vor ihrer Verlesung werden die Texte zur Genehmigung an die Diyanet-Behörde geschickt. Die Chutba-Kommission der Diyanet-Behörde hat dann die Möglichkeit, noch einzelne Veränderungen an den Texten vorzunehmen, zum Beispiel Aussagen, die Frauen herabsetzen, abzuändern. Sobald der Text fertiggestellt ist, wird er auf der Website des Mufti-Amts (müftülük) den Imamen zur Verfügung gestellt.
Die zentrale Rolle, die die Diyanet-Behörde bei der Vorbereitung der Chutba-Texte spielt, wird offiziell mit der Sorge gerechtfertigt, dass individuellen Imame selbst Schwierigkeiten haben, solche Texte zu erstellen und der Gemeinde nahezubringen. Allerdings sind die Gemeinden häufig mit den von der Diyanet erstellten Hutbe-Texten nicht zufrieden. Einige der Prediger fühlen sich auch als Sprachrohr der türkischen und fühlen sich mit dieser Rolle nicht wohl. Die Chutbas sind in der Türkei inhaltlich und formal so abgefasst, dass zwischen allen vier sunnitischen Rechtsschulen Übereinstimmung hinsichtlich ihrer Korrektheit besteht.

#### Vereinigte Arabische Emirate
In den Vereinigten Arabischen Emiraten wurde die Freitagspredigt 1996 durch ein Dekret von Scheich Zayid bin Sultan Al Nahyan vereinheitlicht. Die Predigten werden regelmäßig auf Arabisch, Englisch und Urdu erstellt und werden auf der Website der Behörde für islamische Angelegenheiten und fromme Stiftungen veröffentlicht. Das System ermöglicht auch Korrekturen.

#### Ägypten
Das ägyptische Ministerium für religiöse Stiftungen beschloss am 26. Januar 2014 die Vereinheitlichung der Freitagspredigt in den gesamten Moscheen Ägyptens. Die Themen der Freitagspredigten werden seitdem einige Tage vor dem betreffenden Tag auf der Website des Ministeriums mit ihren einzelnen Elementen veröffentlicht. Der Minister drohte bei dieser Gelegenheit, Moscheen von Organisationen, die sich nicht an die vorgegebene Chutba hielten, zu verstaatlichen sowie die Imame und Chutabā' zur Rechenschaft zu ziehen. Die erste Predigt am 31. Januar 2014 hatte die Entwicklung der Slums und die Sorge für die Armen zum Thema.
Viele Freitagspredigten des Ministeriums enthalten explizite politische Botschaften. Die Freitagspredigt vom 8. Januar 2016 zum Beispiel trug den Titel „Das Antreten zum Aufbau und zur Bewahrung des Vaterlands – eine religionsgesetzliche Forderung und nationale Pflicht“. Der Titel der Predigt der nächsten Woche lautete: „Die Wohltat von Sicherheit und Schutz“. Muhammad ʿUthmān al-Bistawaisī, der Vorsitzende der Gewerkschaft der unabhängigen Prediger, kritisierte das System am 17. Januar 2016 und äußerte, dass die Freitagspredigt nun wie ein „abgestandenes Gericht“ (ṭabīḫ bāyit) geworden sei. Reporter der ägyptischen Internet-Zeitung al-Masrī al-yaum stellten außerdem fest, dass sich die meisten Freitagsprediger nicht an den vom Ministerium vorgegebenen Text halten.
Im Juli 2016 setzte das Ministerium eine wissenschaftliche Kommission ein, die die Themen der Freitagspredigten vorbereitet und ausformuliert. Dieser Schrift wurde damit begründet, dass „einige Prediger sich auf dem Minbar nicht beherrschen können, entweder indem sie die Chutba in die Länge ziehen, was der Sunna des Propheten widerspricht, oder dadurch, dass sie von dem eigentlichen Thema zu anderen Themen oder verstreuten Einzelheiten übergehen, die keinen Zusammenhang zum Hauptthema haben, was den Zuhörer verwirrt und ablenkt, oder auf politische oder parteipolitische Themen eingehen, die für den Inhalt der Freitagspredigt irrelevant sind.“ Das Ministerium teilte außerdem mit, dass die lokalen Auqāf-Dirrektorate Listen mit Namen distinguierter Chutba-Prediger einreichen können, denen nach Zustimmung der Religionsabteilung der Auqāf-Ministeriums die Erlaubnis gewährt werden kann, die vereinheitlichte Chutba aus dem Stegreif zu halten. Der Minister für religiöse Stiftungen Muhammad Muchtār Gumʿa sagte in einer Erklärung, die zwei Tage später veröffentlicht wurde, das die Vereinheitlichung und Verschriftlichung der Chutba nicht politisch motiviert sei, sondern auf die „Bildung des aufgeklärten Denken in wissenschaftlicher und methodischer Form“ abziele, und er der erste sein werde, der mit ihrer Umsetzung beginne. Seit dieser Zeit bereitet das Ministerium 2014 die Texte der Freitagspredigten für die ganze Republik zentral vor.

#### Jordanien
In Jordanien wurde es 2006 Predigern, die mit der Muslimbruderschaft verbunden sind, per Gesetz verboten, Freitagspredigten in Moscheen zu halten. Ein von der Regierung im September 2009 verkündetes Dekret beschränkte die Verwendung von Moscheelautsprechern ausschließlich auf die Übertragung des Gebetsrufs und der folgenden Gebete, während sie für die Freitagspredigt nicht benutzt werden dürfen. Das Awqaf-Ministerium ist die Behörde, die sich mit der Lizenzierung von Predigern für das Halten von Freitagspredigten befasst. Es geht predigtbezogenen Problemen und Beschwerden nach, indem es Strafen verhängt, die Prediger verbietet und sie an das Gericht überweist, das Verstöße mit Strafen ahndet.

#### Saudi-Arabien
In Saudi-Arabien wurden Pläne zur Vereinheitlichung der Freitagspredigt im September 2010 kontrovers diskutiert, aber nicht umgesetzt.